# David Hall (Politiker, 1752)
David Hall (* 4. Januar 1752 in Lewes, Delaware Colony; † 18. September 1817 ebenda) war ein US-amerikanischer Politiker und von 1802 bis 1805 Gouverneur des Bundesstaates Delaware.

## Frühe Jahre und politischer Aufstieg
Nach seiner Schulzeit studierte David Hall Jura und wurde 1773 als Rechtsanwalt zugelassen. Hall war auch Mitglied der örtlichen Miliz. Während des Unabhängigkeitskrieges trat er einem Infanterieregiment aus Delaware bei. Im Lauf des Krieges stieg er bis zum Oberst und Regimentskommandeur auf. Er nahm an mehreren Schlachten teil und wurde zwischenzeitlich schwer verwundet. Nach Kriegsende wurde er als Rechtsanwalt tätig.
Hall trat der Demokratisch-Republikanischen Partei von Thomas Jefferson bei. Diese Partei war in seiner Heimat aber in der Minderheit. Im Jahr 1798 bewarb er sich erstmals für das Amt des Gouverneurs von Delaware. Bei diesen Wahlen verlor er klar gegen Richard Bassett, den Kandidaten der Föderalisten. Drei Jahre später schaffte er aber doch als erster Kandidat seiner Partei den Sprung in das höchste Amt des Staates Delaware. Dabei konnte er seinen späteren Amtsnachfolger Nathaniel Mitchell hauchdünn mit 18 Stimmen Vorsprung schlagen.

## Gouverneur und Richter
Nach seinem Wahlsieg vom 6. Oktober 1801 wurde David Hall am 19. Januar 1802 in seine dreijährige Amtszeit eingeführt. In seiner Regierungszeit wurden einige Verwaltungsausschüsse neu besetzt. Außerdem wurde die Chesapeake and Ohio Canal Company gegründet. Nach Ablauf seiner Amtszeit durfte Hall aus verfassungsrechtlichen Gründen nicht direkt wieder kandidieren. Daher schied er am 15. Januar 1805 aus seinem Amt aus.
Im Jahr 1812 bewarb sich Hall erfolglos um einen Sitz im Kongress. Ein Jahr später wurde er Richter an einem Berufungsgericht. Dieses Amt behielt er bis 1817. Gouverneur Hall starb am 18. September 1817 und wurde in Lewes beigesetzt. Mit seiner Frau Catherine Tingley hatte er fünf Töchter. Seine Tochter Jane heiratete später John Collins, der zwischen 1821 und 1822 ebenfalls Gouverneur von Delaware werden sollte.